# Puchar Holandii w piłce siatkowej mężczyzn (2022/2023)
Puchar Holandii w piłce siatkowej mężczyzn 2022/2023 – 50. sezon rozgrywek o siatkarski Puchar Holandii zorganizowany przez Holenderski Związek Piłki Siatkowej (Nederlandse Volleybalbond, Nevobo). Zainaugurowany został 23 października 2022 roku.
Rozgrywki składały się z trzech rund wstępnych, 1/8 finału, ćwierćfinałów, półfinałów i finału. Brały w nich udział kluby z Eredivisie, Topdivisie, 1e divisie, 2e divisie i 3e divisie.
Finał odbył się 10 kwietnia 2023 roku w kompleksie sportowym Maaspoort w ’s-Hertogenbosch. Po raz piąty Pucharu Holandii zdobył Samen. Lycurgus Groningen, który w finale pokonał klub Draisma Dynamo Apeldoorn.

## System rozgrywek
Rozgrywki o Puchar Holandii w sezonie 2022/2023 składały się z trzech rund wstępnych, 1/8 finału, ćwierćfinałów, półfinałów oraz finału.

## Drużyny uczestniczące
| Eredivisie (11 drużyn)           | Eredivisie (11 drużyn) |
| -------------------------------- | ---------------------- |
| Active Living Orion Doetinchem   | ćwierćfinał            |
| Draisma Dynamo Apeldoorn         | finał                  |
| Numidia VC Limax                 | 1/8 finału             |
| Prima Donna Kaas Huizen          | 3. runda               |
| RECO ZVH                         | 1/8 finału             |
| Samen. Lycurgus Groningen        | zwycięstwo             |
| Simplex SSS                      | półfinał               |
| Sliedrecht Sport                 | półfinał               |
| Taurus                           | 1/8 finału             |
| VCN                              | 3. runda               |
| VoCASA Volleybal Nijmegen        | ćwierćfinał            |
| Topdivisie (24 drużyny)          |                        |
| Bruins Olhaco Hoogeveen          | 2. runda               |
| Compaen                          | 2. runda               |
| Departyshop.nl VIVES             | 2. runda               |
| Donki Sjot                       | 2. runda               |
| EVV Bultman-Hartholt             | 3. runda               |
| Inter Rijswijk                   | 1/8 finału             |
| Madjoe                           | 1/8 finału             |
| MKB Accountants VCV              | 2. runda               |
| Peelpush                         | 3. runda               |
| Prima Donna Kaas Huizen 2        | 2. runda               |
| QoppoConsult AVV Keistad         | ćwierćfinał            |
| Rensa Family Orion Doetinchem 2  | 3. runda               |
| Sliedrecht Sport 2               | ćwierćfinał            |
| Spaarnestad                      | 2. runda               |
| Sudosa-Desto                     | 3. runda               |
| SV Dynamo Apeldoorn 2            | 1/8 finału             |
| The Smooth Brothers VV Utrecht   | 2. runda               |
| TOP Personeelsdiensten DIO Bedum | 2. runda               |
| USV Protos                       | 2. runda               |
| VoCASA Volleybal Nijmegen 2      | 2. runda               |
| Volley Tilburg                   | 1/8 finału             |
| VV Zaanstad                      | 1/8 finału             |
| Webton Hengelo                   | 2. runda               |
| Zalsman Reflex                   | 3. runda               |

| 1e divisie (9 drużyn)          | 1e divisie (9 drużyn) |
| ------------------------------ | --------------------- |
| Avior                          | 2. runda              |
| Gemini-Kangeroes               | 1. runda              |
| Next Volley Dordrecht          | 2. runda              |
| Plainwater Donitas             | 2. runda              |
| Pouw Rent Veracles             | 1. runda              |
| Punch                          | 1. runda              |
| Ten Brinke Set-Up IJsselmuiden | 2. runda              |
| VC Sneek                       | 2. runda              |
| Voorsterslag/VC Zwolle         | 1. runda              |
| 2e divisie (16 drużyn)         |                       |
| Aetos                          | 1. runda              |
| COOP Ritola                    | 1. runda              |
| Dros-Alterno                   | 3. runda              |
| Emmen'95                       | 1. runda              |
| Innofique SVI                  | 1. runda              |
| Irene                          | 2. runda              |
| Lokomotiv Hydra                | 2. runda              |
| Rebo Woningmakelaars Rebelle   | 2. runda              |
| SV Dynamo Apeldoorn 4          | 2. runda              |
| Thor                           | 1. runda              |
| Tupos                          | 1. runda              |
| Umoya Jokers VC                | 2. runda              |
| VC Polaris                     | 1. runda              |
| VC Shot                        | 2. runda              |
| Volley Lek en IJssel           | 1. runda              |
| Volley2B                       | 1. runda              |
| 3e divisie (2 drużyny)         |                       |
| Focus4U Woudenberg             | 1. runda              |
| Switch Hooglanderveen          | 1. runda              |

## Rozgrywki

### 1. runda
awans do 2. rundy

#### Grupa A
Tabela
| Lp. | Drużyna               | Pkt | Mecze | Mecze | Mecze | Sety | Sety | Sety  | Małe punkty | Małe punkty | Małe punkty |
| Lp. | Drużyna               | Pkt | M     | W     | P     | wyg. | prz. | ratio | zdob.       | str.        | ratio       |
| --- | --------------------- | --- | ----- | ----- | ----- | ---- | ---- | ----- | ----------- | ----------- | ----------- |
| 1   | VC Sneek              | 6   | 2     | 2 (0) | 0 (0) | 6    | 0    | MAX   | 153         | 115         | 1.330       |
| 2   | Pouw Rent Veracles    | 3   | 2     | 1 (1) | 1 (0) | 3    | 5    | 0.600 | 175         | 171         | 1.023       |
| 3   | Switch Hooglanderveen | 2   | 2     | 0 (0) | 2 (1) | 2    | 6    | 0.333 | 139         | 181         | 0.768       |

Źródło: Volleybal.nl (niderl.)
Zasady ustalania kolejności: 1. liczba zdobytych punktów; 2. wyższy stosunek setów; 3. wyższy stosunek małych punktów.
Punktacja: liczba punktów = liczba wygranych setów
Wyniki spotkań
| 10.09.2022 13:30 (UTC+2) | VC Sneek | 3:0 (25:19, 25:10, 25:17) raport | Switch Hooglanderveen | Dorpshuis De Dissel, Hooglanderveen Sędziowie: Rebecca van Lent i Henk Radstaak |

| 10.09.2022 15:30 (UTC+2) | VC Sneek | 3:0 (26:24, 25:20, 27:25) raport | Pouw Rent Veracles | Dorpshuis De Dissel, Hooglanderveen Sędziowie: Arnoud Verburg i Ronald Vos |

| 10.09.2022 17:30 (UTC+2) | Switch Hooglanderveen | 2:3 (25:20, 25:21, 17:25, 14:25, 12:15) raport | Pouw Rent Veracles | Dorpshuis De Dissel, Hooglanderveen Sędziowie: Henk Radstaak i Rebecca van Lent |

#### Grupa B
Tabela
| Lp. | Drużyna                        | Pkt | Mecze | Mecze | Mecze | Sety | Sety | Sety  | Małe punkty | Małe punkty | Małe punkty |
| Lp. | Drużyna                        | Pkt | M     | W     | P     | wyg. | prz. | ratio | zdob.       | str.        | ratio       |
| --- | ------------------------------ | --- | ----- | ----- | ----- | ---- | ---- | ----- | ----------- | ----------- | ----------- |
| 1   | Ten Brinke Set-Up IJsselmuiden | 6   | 2     | 2 (0) | 0 (0) | 6    | 1    | 6.000 | 163         | 130         | 1.254       |
| 2   | COOP Ritola                    | 4   | 2     | 1 (0) | 1 (0) | 4    | 3    | 1.333 | 158         | 153         | 1.033       |
| 3   | Aetos                          | 0   | 2     | 0 (0) | 2 (0) | 0    | 6    | 0.000 | 113         | 151         | 0.748       |

Źródło: Volleybal.nl (niderl.)
Zasady ustalania kolejności: 1. liczba zdobytych punktów; 2. wyższy stosunek setów; 3. wyższy stosunek małych punktów.
Punktacja: liczba punktów = liczba wygranych setów
Wyniki spotkań
| 10.09.2022 15:00 (UTC+2) | Ten Brinke Set-Up IJsselmuiden | 3:1 (13:25, 25:23, 25:18, 25:16) raport | COOP Ritola | Sporthal Theothorne, Dieren Sędziowie: Harry Steggink i Hans van Weelden |

| 10.09.2022 16:30 (UTC+2) | COOP Ritola | 3:0 (26:24, 25:22, 25:19) raport | Aetos | Sporthal Theothorne, Dieren Sędziowie: Hans van Weelden i Henk Reitsma |

| 10.09.2022 18:00 (UTC+2) | Aetos | 0:3 (15:25, 20:25, 13:25) raport | Ten Brinke Set-Up IJsselmuiden | Sporthal Theothorne, Dieren Sędziowie: Henk Reitsma i Harry Steggink |

#### Grupa C
Tabela
| Lp. | Drużyna                      | Pkt | Mecze | Mecze | Mecze | Sety | Sety | Sety  | Małe punkty | Małe punkty | Małe punkty |
| Lp. | Drużyna                      | Pkt | M     | W     | P     | wyg. | prz. | ratio | zdob.       | str.        | ratio       |
| --- | ---------------------------- | --- | ----- | ----- | ----- | ---- | ---- | ----- | ----------- | ----------- | ----------- |
| 1   | Rebo Woningmakelaars Rebelle | 6   | 2     | 2 (0) | 0 (0) | 6    | 0    | MAX   | 150         | 86          | 1.744       |
| 2   | Emmen'95                     | 3   | 2     | 1 (0) | 1 (0) | 3    | 4    | 0.750 | 150         | 156         | 0.962       |
| 3   | Innofique SVI                | 1   | 2     | 0 (0) | 2 (0) | 1    | 6    | 0.167 | 114         | 172         | 0.663       |

Źródło: Volleybal.nl (niderl.)
Zasady ustalania kolejności: 1. liczba zdobytych punktów; 2. wyższy stosunek setów; 3. wyższy stosunek małych punktów.
Punktacja: liczba punktów = liczba wygranych setów
Wyniki spotkań
| 10.09.2022 15:00 (UTC+2) | Rebo Woningmakelaars Rebelle | 3:0 (25:17, 25:15, 25:21) raport | Emmen'95 | Sporthal Theothorne, Dieren Sędziowie: Aernout Nijbacker i Ben Mensink |

| 10.09.2022 16:30 (UTC+2) | Emmen'95 | 3:1 (25:16, 22:25, 25:20, 25:20) raport | Innofique SVI | Sporthal Theothorne, Dieren Sędziowie: Richard Broekhof i Aernout Nijbacker |

| 10.09.2022 18:00 (UTC+2) | Innofique SVI | 0:3 (10:25, 18:25, 5:25) raport | Rebo Woningmakelaars Rebelle | Sporthal Theothorne, Dieren Sędziowie: Ben Mensink i Richard Broekhof |

#### Grupa D
Tabela
| Lp. | Drużyna         | Pkt | Mecze | Mecze | Mecze | Sety | Sety | Sety  | Małe punkty | Małe punkty | Małe punkty |
| Lp. | Drużyna         | Pkt | M     | W     | P     | wyg. | prz. | ratio | zdob.       | str.        | ratio       |
| --- | --------------- | --- | ----- | ----- | ----- | ---- | ---- | ----- | ----------- | ----------- | ----------- |
| 1   | Umoya Jokers VC | 6   | 2     | 2 (0) | 0 (0) | 6    | 0    | MAX   | 150         | 113         | 1.327       |
| 2   | VC Polaris      | 3   | 2     | 1 (0) | 1 (0) | 3    | 4    | 0.750 | 164         | 165         | 0.994       |
| 3   | Tupos           | 1   | 2     | 0 (0) | 2 (0) | 1    | 6    | 0.167 | 143         | 179         | 0.799       |

Źródło: Volleybal.nl (niderl.)
Zasady ustalania kolejności: 1. liczba zdobytych punktów; 2. wyższy stosunek setów; 3. wyższy stosunek małych punktów.
Punktacja: liczba punktów = liczba wygranych setów
Wyniki spotkań
| 10.09.2022 13:30 (UTC+2) | Umoya Jokers VC | 3:0 (25:18, 25:19, 25:23) raport | VC Polaris | Sporthal De Heeg, Maastricht Sędziowie: Huub Willemsen i Erik Peeters |

| 10.09.2022 15:15 (UTC+2) | VC Polaris | 3:1 (25:23, 31:29, 23:25, 25:13) raport | Tupos | Sporthal De Heeg, Maastricht Sędziowie: Michel Geurts i Huub Willemsen |

| 10.09.2022 17:00 (UTC+2) | Umoya Jokers VC | 3:0 (25:14, 25:20, 25:19) raport | Tupos | Sporthal De Heeg, Maastricht Sędziowie: Erik Peeters i Michel Geurts |

#### Grupa E
Tabela
| Lp. | Drużyna               | Pkt | Mecze | Mecze | Mecze | Sety | Sety | Sety  | Małe punkty | Małe punkty | Małe punkty |
| Lp. | Drużyna               | Pkt | M     | W     | P     | wyg. | prz. | ratio | zdob.       | str.        | ratio       |
| --- | --------------------- | --- | ----- | ----- | ----- | ---- | ---- | ----- | ----------- | ----------- | ----------- |
| 1   | SV Dynamo Apeldoorn 4 | 6   | 2     | 2 (0) | 0 (0) | 6    | 0    | MAX   | 150         | 106         | 1.415       |
| 2   | Focus4U Woudenberg    | 3   | 2     | 1 (0) | 1 (0) | 3    | 4    | 0.750 | 158         | 164         | 0.963       |
| 3   | Thor                  | 1   | 2     | 0 (0) | 2 (0) | 1    | 6    | 0.167 | 141         | 179         | 0.788       |

Źródło: Volleybal.nl (niderl.)
Zasady ustalania kolejności: 1. liczba zdobytych punktów; 2. wyższy stosunek setów; 3. wyższy stosunek małych punktów.
Punktacja: liczba punktów = liczba wygranych setów
Wyniki spotkań
| 10.09.2022 13:30 (UTC+2) | SV Dynamo Apeldoorn 4 | 3:0 (25:17, 25:18, 25:17) raport | Thor | Sporthal De Crosser, Werkendam Sędziowie: Martijn van Wijgerden i Peter van den Berg |

| 10.09.2022 15:15 (UTC+2) | Thor | 1:3 (22:25, 22:25, 31:29, 14:25) raport | Focus4U Woudenberg | Sporthal De Crosser, Werkendam Sędziowie: Tjaart-Jan Huizing i Martijn van Wijgerden |

| 10.09.2022 17:00 (UTC+2) | Focus4U Woudenberg | 0:3 (15:25, 18:25, 21:25) raport | SV Dynamo Apeldoorn 4 | Sporthal De Crosser, Werkendam Sędziowie: Peter van den Berg i Tjaart-Jan Huizing |

#### Grupa F
Tabela
| Lp. | Drużyna                | Pkt | Mecze | Mecze | Mecze | Sety | Sety | Sety  | Małe punkty | Małe punkty | Małe punkty |
| Lp. | Drużyna                | Pkt | M     | W     | P     | wyg. | prz. | ratio | zdob.       | str.        | ratio       |
| --- | ---------------------- | --- | ----- | ----- | ----- | ---- | ---- | ----- | ----------- | ----------- | ----------- |
| 1   | Dros-Alterno           | 6   | 2     | 2 (0) | 0 (0) | 6    | 1    | 6.000 | 170         | 137         | 1.241       |
| 2   | Voorsterslag/VC Zwolle | 3   | 2     | 1 (0) | 1 (0) | 3    | 3    | 1.000 | 132         | 127         | 1.039       |
| 3   | Volley2B               | 1   | 2     | 0 (0) | 2 (0) | 1    | 6    | 0.167 | 132         | 170         | 0.776       |

Źródło: Volleybal.nl (niderl.)
Zasady ustalania kolejności: 1. liczba zdobytych punktów; 2. wyższy stosunek setów; 3. wyższy stosunek małych punktów.
Punktacja: liczba punktów = liczba wygranych setów
Wyniki spotkań
| 10.09.2022 13:00 (UTC+2) | Volley2B | 0:3 (19:25, 18:25, 15:25) raport | Voorsterslag/VC Zwolle | Sporthal De Ackers, Bergschenhoek Sędziowie: Thaddeus Macdonald i Marco Hogebrug |

| 10.09.2022 15:00 (UTC+2) | Voorsterslag/VC Zwolle | 0:3 (22:25, 22:25, 13:25) raport | Dros-Alterno | Sporthal De Ackers, Bergschenhoek Sędziowie: Kees Staman i Marco Hogebrug |

| 10.09.2022 17:00 (UTC+2) | Dros-Alterno | 3:1 (25:23, 20:25, 25:13, 25:19) raport | Volley2B | Sporthal De Ackers, Bergschenhoek Sędziowie: Thaddeus Macdonald i Kees Staman |

#### Grupa G
Tabela
| Lp. | Drużyna               | Pkt | Mecze | Mecze | Mecze | Sety | Sety | Sety  | Małe punkty | Małe punkty | Małe punkty |
| Lp. | Drużyna               | Pkt | M     | W     | P     | wyg. | prz. | ratio | zdob.       | str.        | ratio       |
| --- | --------------------- | --- | ----- | ----- | ----- | ---- | ---- | ----- | ----------- | ----------- | ----------- |
| 1   | Next Volley Dordrecht | 3   | 1     | 1 (1) | 0 (0) | 3    | 2    | 1.500 | 107         | 108         | 0.991       |
| 2   | Gemini-Kangeroes      | 2   | 1     | 0 (0) | 1 (1) | 2    | 3    | 0.667 | 108         | 107         | 1.009       |

Źródło: Volleybal.nl (niderl.)
Zasady ustalania kolejności: 1. liczba zdobytych punktów; 2. wyższy stosunek setów; 3. wyższy stosunek małych punktów.
Punktacja: liczba punktów = liczba wygranych setów
Wyniki spotkań
| 10.09.2022 13:00 (UTC+2) | Next Volley Dordrecht | 3:2 (23:25, 25:21, 25:20, 15:25, 19:17) raport | Gemini-Kangeroes | Sporthal De Dijk, Dordrecht Sędziowie: Thierry van Essen i Aad Kok |

#### Grupa H
Tabela
| Lp. | Drużyna              | Pkt | Mecze | Mecze | Mecze | Sety | Sety | Sety  | Małe punkty | Małe punkty | Małe punkty |
| Lp. | Drużyna              | Pkt | M     | W     | P     | wyg. | prz. | ratio | zdob.       | str.        | ratio       |
| --- | -------------------- | --- | ----- | ----- | ----- | ---- | ---- | ----- | ----------- | ----------- | ----------- |
| 1   | VC Shot              | 6   | 2     | 2 (0) | 0 (0) | 6    | 1    | 6.000 | 173         | 150         | 1.153       |
| 2   | Punch                | 3   | 2     | 1 (1) | 1 (0) | 3    | 5    | 0.600 | 157         | 167         | 0.940       |
| 3   | Volley Lek en IJssel | 3   | 2     | 0 (0) | 2 (1) | 3    | 6    | 0.500 | 178         | 191         | 0.932       |

Źródło: Volleybal.nl (niderl.)
Zasady ustalania kolejności: 1. liczba zdobytych punktów; 2. wyższy stosunek setów; 3. wyższy stosunek małych punktów.
Punktacja: liczba punktów = liczba wygranych setów
Wyniki spotkań
| 10.09.2022 13:00 (UTC+2) | VC Shot | 3:1 (25:22, 25:22, 22:25, 25:18) raport | Volley Lek en IJssel | Sporthal De Dijk, Dordrecht Sędziowie: Tunc Gönenc i Wim Fontijn |

| 10.09.2022 15:00 (UTC+2) | Volley Lek en IJssel | 2:3 (12:25, 17:25, 25:13, 25:16, 12:15) raport | Punch | Sporthal De Dijk, Dordrecht Sędziowie: Emiel Sennema i Wim van der Veen |

| 10.09.2022 17:00 (UTC+2) | Punch | 0:3 (21:25, 18:25, 24:26) raport | VC Shot | Sporthal De Dijk, Dordrecht Sędziowie: Wim van der Veen i Emiel Sennema |

### 2. runda
awans do 3. rundy

#### Grupa A
Tabela
| Lp. | Drużyna                          | Pkt | Mecze | Mecze | Mecze | Sety | Sety | Sety  | Małe punkty | Małe punkty | Małe punkty |
| Lp. | Drużyna                          | Pkt | M     | W     | P     | wyg. | prz. | ratio | zdob.       | str.        | ratio       |
| --- | -------------------------------- | --- | ----- | ----- | ----- | ---- | ---- | ----- | ----------- | ----------- | ----------- |
| 1   | Sudosa-Desto                     | 6   | 2     | 2 (1) | 0 (0) | 6    | 2    | 3.000 | 182         | 141         | 1.291       |
| 2   | TOP Personeelsdiensten DIO Bedum | 5   | 2     | 1 (0) | 1 (1) | 5    | 3    | 1.667 | 176         | 156         | 1.128       |
| 3   | Plainwater Donitas               | 0   | 2     | 0 (0) | 2 (0) | 0    | 6    | 0.000 | 89          | 150         | 0.593       |

Źródło: Volleybal.nl (niderl.)
Zasady ustalania kolejności: 1. liczba zdobytych punktów; 2. wyższy stosunek setów; 3. wyższy stosunek małych punktów.
Punktacja: liczba punktów = liczba wygranych setów
Wyniki spotkań
| 29.10.2022 13:00 (UTC+2) | Plainwater Donitas | 0:3 (7:25, 14:25, 19:25) raport | Sudosa-Desto | Struikhal, Groningen Sędziowie: Ward Erhart i Micky van Asdonck |

| 29.10.2022 15:15 (UTC+2) | Sudosa-Desto | 3:2 (25:23, 25:18, 19:25, 23:25, 15:10) raport | TOP Personeelsdiensten DIO Bedum | Struikhal, Groningen Sędziowie: Harm Speelman i Ward Erhart |

| 29.10.2022 17:00 (UTC+2) | TOP Personeelsdiensten DIO Bedum | 3:0 (25:18, 25:11, 25:20) raport | Plainwater Donitas | Struikhal, Groningen Sędziowie: Micky van Asdonck i Harm Speelman |

#### Grupa B
Tabela
| Lp. | Drużyna                  | Pkt | Mecze | Mecze | Mecze | Sety | Sety | Sety  | Małe punkty | Małe punkty | Małe punkty |
| Lp. | Drużyna                  | Pkt | M     | W     | P     | wyg. | prz. | ratio | zdob.       | str.        | ratio       |
| --- | ------------------------ | --- | ----- | ----- | ----- | ---- | ---- | ----- | ----------- | ----------- | ----------- |
| 1   | QoppoConsult AVV Keistad | 3   | 1     | 1 (0) | 0 (0) | 3    | 1    | 3.000 | 94          | 76          | 1.237       |
| 2   | Lokomotiv Hydra          | 1   | 1     | 0 (0) | 1 (0) | 1    | 3    | 0.333 | 76          | 94          | 0.809       |

Źródło: Volleybal.nl (niderl.)
Zasady ustalania kolejności: 1. liczba zdobytych punktów; 2. wyższy stosunek setów; 3. wyższy stosunek małych punktów.
Punktacja: liczba punktów = liczba wygranych setów
Uwaga: Klub Ten Brinke Set-Up IJsselmuiden wycofał się z rozgrywek.
Wyniki spotkań
| 29.10.2022 14:00 (UTC+2) | QoppoConsult AVV Keistad | 3:1 (25:15, 25:17, 19:25, 25:19) raport | Lokomotiv Hydra | Sportcentrum Schuttersveld, Sneek Sędziowie: Rutger-Jan Volger i Herman van Sprang |

#### Grupa C
Tabela
| Lp. | Drużyna             | Pkt | Mecze | Mecze | Mecze | Sety | Sety | Sety  | Małe punkty | Małe punkty | Małe punkty |
| Lp. | Drużyna             | Pkt | M     | W     | P     | wyg. | prz. | ratio | zdob.       | str.        | ratio       |
| --- | ------------------- | --- | ----- | ----- | ----- | ---- | ---- | ----- | ----------- | ----------- | ----------- |
| 1   | Zalsman Reflex      | 6   | 2     | 2 (0) | 0 (0) | 6    | 2    | 3.000 | 205         | 181         | 1.133       |
| 2   | VC Sneek            | 4   | 2     | 1 (0) | 1 (0) | 4    | 4    | 1.000 | 183         | 189         | 0.968       |
| 3   | MKB Accountants VCV | 2   | 2     | 0 (0) | 2 (0) | 2    | 6    | 0.333 | 189         | 207         | 0.913       |

Źródło: Volleybal.nl (niderl.)
Zasady ustalania kolejności: 1. liczba zdobytych punktów; 2. wyższy stosunek setów; 3. wyższy stosunek małych punktów.
Punktacja: liczba punktów = liczba wygranych setów
Wyniki spotkań
| 29.10.2022 15:30 (UTC+2) | Zalsman Reflex | 3:1 (25:20, 25:17, 24:26, 25:19) raport | VC Sneek | Reflexhal, Kampen Sędziowie: Rijk Sanders i Ronald Vos |

| 29.10.2022 17:30 (UTC+2) | VC Sneek | 3:1 (25:22, 26:28, 25:18, 25:22) raport | MKB Accountants VCV | Reflexhal, Kampen Sędziowie: Ronald Vos i Tineke Aardoom-Butter |

| 29.10.2022 19:30 (UTC+2) | MKB Accountants VCV | 1:3 (23:25, 27:25, 20:25, 29:31) raport | Zalsman Reflex | Reflexhal, Kampen Sędziowie: Tineke Aardoom-Butter i Rijk Sanders |

#### Grupa D
Tabela
| Lp. | Drużyna                   | Pkt | Mecze | Mecze | Mecze | Sety | Sety | Sety  | Małe punkty | Małe punkty | Małe punkty |
| Lp. | Drużyna                   | Pkt | M     | W     | P     | wyg. | prz. | ratio | zdob.       | str.        | ratio       |
| --- | ------------------------- | --- | ----- | ----- | ----- | ---- | ---- | ----- | ----------- | ----------- | ----------- |
| 1   | Dros-Alterno              | 6   | 2     | 2 (0) | 0 (0) | 6    | 1    | 6.000 | 176         | 146         | 1.205       |
| 2   | Bruins Olhaco Hoogeveen   | 3   | 2     | 1 (0) | 1 (0) | 3    | 4    | 0.750 | 158         | 160         | 0.988       |
| 3   | Prima Donna Kaas Huizen 2 | 2   | 2     | 0 (0) | 2 (0) | 2    | 6    | 0.333 | 169         | 197         | 0.858       |

Źródło: Volleybal.nl (niderl.)
Zasady ustalania kolejności: 1. liczba zdobytych punktów; 2. wyższy stosunek setów; 3. wyższy stosunek małych punktów.
Punktacja: liczba punktów = liczba wygranych setów
Wyniki spotkań
| 29.10.2022 16:00 (UTC+2) | Bruins Olhaco Hoogeveen | 0:3 (24:26, 17:25, 20:25) raport | Dros-Alterno | Sporthal Trasselt, Hoogeveen Sędziowie: Marijn Tekstra i Kimberley Leemburg |

| 29.10.2022 18:00 (UTC+2) | Dros-Alterno | 3:1 (25:18, 25:27, 25:18, 25:22) raport | Prima Donna Kaas Huizen 2 | Sporthal Trasselt, Hoogeveen Sędziowie: Kimberley Leemburg i Matthijs Hasselerharm |

| 29.10.2022 20:00 (UTC+2) | Prima Donna Kaas Huizen 2 | 1:3 (18:25, 25:22, 19:25, 22:25) raport | Bruins Olhaco Hoogeveen | Sporthal Trasselt, Hoogeveen Sędziowie: Matthijs Hasselerharm i Marijn Tekstra |

#### Grupa E
Tabela
| Lp. | Drużyna              | Pkt | Mecze | Mecze | Mecze | Sety | Sety | Sety  | Małe punkty | Małe punkty | Małe punkty |
| Lp. | Drużyna              | Pkt | M     | W     | P     | wyg. | prz. | ratio | zdob.       | str.        | ratio       |
| --- | -------------------- | --- | ----- | ----- | ----- | ---- | ---- | ----- | ----------- | ----------- | ----------- |
| 1   | Sliedrecht Sport 2   | 6   | 2     | 2 (0) | 0 (0) | 6    | 0    | MAX   | 150         | 90          | 1.667       |
| 2   | Departyshop.nl VIVES | 3   | 2     | 1 (0) | 1 (0) | 3    | 3    | 1.000 | 120         | 141         | 0.851       |
| 3   | Avior                | 0   | 2     | 0 (0) | 2 (0) | 0    | 6    | 0.000 | 114         | 153         | 0.745       |

Źródło: Volleybal.nl (niderl.)
Zasady ustalania kolejności: 1. liczba zdobytych punktów; 2. wyższy stosunek setów; 3. wyższy stosunek małych punktów.
Punktacja: liczba punktów = liczba wygranych setów
Wyniki spotkań
| 29.10.2022 15:00 (UTC+2) | Avior | 0:3 (10:25, 20:25, 18:25) raport | Sliedrecht Sport 2 | De Scheg, Deventer Sędziowie: Colin Meijer i Ricardo Umans |

| 29.10.2022 17:00 (UTC+2) | Sliedrecht Sport 2 | 3:0 (25:15, 25:14, 25:13) raport | Departyshop.nl VIVES | De Scheg, Deventer Sędziowie: Irene Kramer i Colin Meijer |

| 29.10.2022 19:00 (UTC+2) | Departyshop.nl VIVES | 3:0 (25:19, 25:21, 28:26) raport | Avior | De Scheg, Deventer Sędziowie: Ricardo Umans i Irene Kramer |

#### Grupa F
Tabela
| Lp. | Drużyna                        | Pkt | Mecze | Mecze | Mecze | Sety | Sety | Sety  | Małe punkty | Małe punkty | Małe punkty |
| Lp. | Drużyna                        | Pkt | M     | W     | P     | wyg. | prz. | ratio | zdob.       | str.        | ratio       |
| --- | ------------------------------ | --- | ----- | ----- | ----- | ---- | ---- | ----- | ----------- | ----------- | ----------- |
| 1   | SV Dynamo Apeldoorn 2          | 6   | 2     | 2 (0) | 0 (0) | 6    | 1    | 6.000 | 169         | 126         | 1.341       |
| 2   | The Smooth Brothers VV Utrecht | 4   | 2     | 1 (0) | 1 (0) | 4    | 3    | 1.333 | 154         | 157         | 0.981       |
| 3   | VC Shot                        | 0   | 2     | 0 (0) | 2 (0) | 0    | 6    | 0.000 | 110         | 150         | 0.733       |

Źródło: Volleybal.nl (niderl.)
Zasady ustalania kolejności: 1. liczba zdobytych punktów; 2. wyższy stosunek setów; 3. wyższy stosunek małych punktów.
Punktacja: liczba punktów = liczba wygranych setów
Wyniki spotkań
| 29.10.2022 14:00 (UTC+2) | SV Dynamo Apeldoorn 2 | 3:0 (25:21, 25:14, 25:12) raport | VC Shot | Omnisport, Apeldoorn Sędziowie: Henk Jan Pool i Arnoud Verburg |

| 29.10.2022 16:00 (UTC+2) | VC Shot | 0:3 (22:25, 20:25, 21:25) raport | The Smooth Brothers VV Utrecht | Omnisport, Apeldoorn Sędziowie: Arnoud Verburg i Margot Verhoef |

| 29.10.2022 18:00 (UTC+2) | The Smooth Brothers VV Utrecht | 1:3 (16:25, 25:19, 18:25, 20:25) raport | SV Dynamo Apeldoorn 2 | Omnisport, Apeldoorn Sędziowie: Margot Verhoef i Henk Jan Pool |

#### Grupa G
Tabela
| Lp. | Drużyna              | Pkt | Mecze | Mecze | Mecze | Sety | Sety | Sety  | Małe punkty | Małe punkty | Małe punkty |
| Lp. | Drużyna              | Pkt | M     | W     | P     | wyg. | prz. | ratio | zdob.       | str.        | ratio       |
| --- | -------------------- | --- | ----- | ----- | ----- | ---- | ---- | ----- | ----------- | ----------- | ----------- |
| 1   | EVV Bultman-Hartholt | 3   | 1     | 1 (0) | 0 (0) | 3    | 0    | MAX   | 76          | 68          | 1.118       |
| 2   | USV Protos           | 1   | 1     | 0 (0) | 1 (0) | 1    | 3    | 0.333 | 68          | 76          | 0.895       |

Źródło: Volleybal.nl (niderl.)
Punktacja: liczba punktów = liczba wygranych setów
Zasady ustalania kolejności: 1. liczba punktów; 2. stosunek setów; 3. stosunek małych punktów; 4. bilans w bezpośrednich meczach
Wyniki spotkań
| 29.10.2022 18:00 (UTC+2) | EVV Bultman-Hartholt | 3:0 (26:24, 25:23, 25:21) raport | USV Protos | 't Huiken, Elburg Sędziowie: Andre Leeuwis i Ton van Meurs |

#### Grupa H
Tabela
| Lp. | Drużyna                         | Pkt | Mecze | Mecze | Mecze | Sety | Sety | Sety  | Małe punkty | Małe punkty | Małe punkty |
| Lp. | Drużyna                         | Pkt | M     | W     | P     | wyg. | prz. | ratio | zdob.       | str.        | ratio       |
| --- | ------------------------------- | --- | ----- | ----- | ----- | ---- | ---- | ----- | ----------- | ----------- | ----------- |
| 1   | Rensa Family Orion Doetinchem 2 | 6   | 2     | 2 (0) | 0 (0) | 6    | 0    | MAX   | 150         | 113         | 1.327       |
| 2   | Webton Hengelo                  | 3   | 2     | 1 (1) | 1 (0) | 3    | 5    | 0.600 | 172         | 183         | 0.940       |
| 3   | Irene                           | 2   | 2     | 0 (0) | 2 (1) | 2    | 6    | 0.333 | 160         | 186         | 0.860       |

Źródło: Volleybal.nl (niderl.)
Zasady ustalania kolejności: 1. liczba zdobytych punktów; 2. wyższy stosunek setów; 3. wyższy stosunek małych punktów.
Punktacja: liczba punktów = liczba wygranych setów
Wyniki spotkań
| 29.10.2022 13:00 (UTC+2) | Rensa Family Orion Doetinchem 2 | 3:0 (25:23, 25:17, 25:21) raport | Webton Hengelo | Sporthal Veldwijk, Hengelo Sędziowie: Mathilde Hissink i Sander Riezebos |

| 29.10.2022 15:00 (UTC+2) | Webton Hengelo | 3:2 (19:25, 25:18, 24:26, 27:25, 16:14) raport | Irene | Sporthal Veldwijk, Hengelo Sędziowie: Herman Polinder i Sander Riezebos |

| 29.10.2022 17:00 (UTC+2) | Irene | 0:3 (21:25, 11:25, 20:25) raport | Rensa Family Orion Doetinchem 2 | Sporthal Veldwijk, Hengelo Sędziowie: Mathilde Hissink i Herman Polinder |

#### Grupa I
Tabela
| Lp. | Drużyna                     | Pkt | Mecze | Mecze | Mecze | Sety | Sety | Sety  | Małe punkty | Małe punkty | Małe punkty |
| Lp. | Drużyna                     | Pkt | M     | W     | P     | wyg. | prz. | ratio | zdob.       | str.        | ratio       |
| --- | --------------------------- | --- | ----- | ----- | ----- | ---- | ---- | ----- | ----------- | ----------- | ----------- |
| 1   | Volley Tilburg              | 4   | 2     | 2 (0) | 0 (0) | 4    | 0    | MAX   | 100         | 78          | 1.282       |
| 2   | VoCASA Volleybal Nijmegen 2 | 2   | 2     | 1 (0) | 1 (0) | 2    | 2    | 1.000 | 87          | 86          | 1.012       |
| 3   | Umoya Jokers VC             | 0   | 2     | 0 (0) | 2 (0) | 0    | 4    | 0.000 | 77          | 100         | 0.770       |

Źródło: Volleybal.nl (niderl.)
Zasady ustalania kolejności: 1. liczba zdobytych punktów; 2. wyższy stosunek setów; 3. wyższy stosunek małych punktów.
Punktacja: liczba punktów = liczba wygranych setów
Wyniki spotkań
| 29.10.2022 (UTC+2) | Umoya Jokers VC | 0:2 (19:25, 17:25) raport | VoCASA Volleybal Nijmegen 2 | Sporthal De Heeg, Maastricht Sędziowie: Erik Peeters i Nawshad Chowdhury |

| 29.10.2022 (UTC+2) | VoCASA Volleybal Nijmegen 2 | 0:2 (20:25, 17:25) raport | Volley Tilburg | Sporthal De Heeg, Maastricht Sędziowie: Marc Goorhuis i Erik Peeters |

| 29.10.2022 (UTC+2) | Volley Tilburg | 2:0 (25:21, 25:20) raport | Umoya Jokers VC | Sporthal De Heeg, Maastricht Sędziowie: Nawshad Chowdhury i Marc Goorhuis |

#### Grupa J
Tabela
| Lp. | Drużyna                      | Pkt | Mecze | Mecze | Mecze | Sety | Sety | Sety  | Małe punkty | Małe punkty | Małe punkty |
| Lp. | Drużyna                      | Pkt | M     | W     | P     | wyg. | prz. | ratio | zdob.       | str.        | ratio       |
| --- | ---------------------------- | --- | ----- | ----- | ----- | ---- | ---- | ----- | ----------- | ----------- | ----------- |
| 1   | Peelpush                     | 6   | 2     | 2 (0) | 0 (0) | 6    | 0    | MAX   | 150         | 120         | 1.250       |
| 2   | Donki Sjot                   | 3   | 2     | 1 (0) | 1 (0) | 3    | 3    | 1.000 | 134         | 129         | 1.039       |
| 3   | Rebo Woningmakelaars Rebelle | 0   | 2     | 0 (0) | 2 (0) | 0    | 6    | 0.000 | 115         | 150         | 0.767       |

Źródło: Volleybal.nl (niderl.)
Zasady ustalania kolejności: 1. liczba zdobytych punktów; 2. wyższy stosunek setów; 3. wyższy stosunek małych punktów.
Punktacja: liczba punktów = liczba wygranych setów
Wyniki spotkań
| 29.10.2022 15:00 (UTC+2) | Peelpush | 3:0 (25:17, 25:23, 25:21) raport | Rebo Woningmakelaars Rebelle | Sporthal De Körref, Meijel Sędziowie: Tim van Lijssel i Wout de Ruiter |

| 29.10.2022 17:00 (UTC+2) | Rebo Woningmakelaars Rebelle | 0:3 (20:25, 19:25, 15:25) raport | Donki Sjot | Sporthal De Körref, Meijel Sędziowie: Wout de Ruiter i Tom Janssen |

| 29.10.2022 19:00 (UTC+2) | Donki Sjot | 0:3 (16:25, 22:25, 21:25) raport | Peelpush | Sporthal De Körref, Meijel Sędziowie: Tom Janssen i Tim van Lijssel |

#### Grupa K
Tabela
| Lp. | Drużyna               | Pkt | Mecze | Mecze | Mecze | Sety | Sety | Sety  | Małe punkty | Małe punkty | Małe punkty |
| Lp. | Drużyna               | Pkt | M     | W     | P     | wyg. | prz. | ratio | zdob.       | str.        | ratio       |
| --- | --------------------- | --- | ----- | ----- | ----- | ---- | ---- | ----- | ----------- | ----------- | ----------- |
| 1   | Inter Rijswijk        | 6   | 2     | 2 (0) | 0 (0) | 6    | 2    | 3.000 | 190         | 167         | 1.138       |
| 2   | Next Volley Dordrecht | 4   | 2     | 1 (1) | 1 (0) | 4    | 5    | 0.800 | 192         | 195         | 0.985       |
| 3   | Compaen               | 3   | 2     | 0 (0) | 2 (1) | 3    | 6    | 0.500 | 184         | 204         | 0.902       |

Źródło: Volleybal.nl (niderl.)
Zasady ustalania kolejności: 1. liczba zdobytych punktów; 2. wyższy stosunek setów; 3. wyższy stosunek małych punktów.
Punktacja: liczba punktów = liczba wygranych setów
Wyniki spotkań
| 29.10.2022 15:00 (UTC+2) | Inter Rijswijk | 3:1 (25:15, 17:25, 25:23, 25:23) raport | Next Volley Dordrecht | Sporthal De Altis, Rijswijk Sędziowie: Rob Tap i Kevin Fung |

| 29.10.2022 17:00 (UTC+2) | Next Volley Dordrecht | 3:2 (18:25, 23:25, 25:21, 25:19, 15:13) raport | Compaen | Sporthal De Altis, Rijswijk Sędziowie: Hans Rombouts i Rob Tap |

| 29.10.2022 19:00 (UTC+2) | Compaen | 1:3 (20:25, 25:23, 17:25, 19:25) raport | Inter Rijswijk | Sporthal De Altis, Rijswijk Sędziowie: Kevin Fung i Hans Rombouts |

#### Grupa L
Tabela
| Lp. | Drużyna               | Pkt | Mecze | Mecze | Mecze | Sety | Sety | Sety  | Małe punkty | Małe punkty | Małe punkty |
| Lp. | Drużyna               | Pkt | M     | W     | P     | wyg. | prz. | ratio | zdob.       | str.        | ratio       |
| --- | --------------------- | --- | ----- | ----- | ----- | ---- | ---- | ----- | ----------- | ----------- | ----------- |
| 1   | VV Zaanstad           | 3   | 1     | 1 (1) | 0 (0) | 3    | 2    | 1.500 | 107         | 98          | 1.092       |
| 2   | SV Dynamo Apeldoorn 4 | 2   | 1     | 0 (0) | 1 (1) | 2    | 3    | 0.667 | 98          | 107         | 0.916       |

Źródło: Volleybal.nl (niderl.)
Zasady ustalania kolejności: 1. liczba zdobytych punktów; 2. wyższy stosunek setów; 3. wyższy stosunek małych punktów.
Punktacja: liczba punktów = liczba wygranych setów
Wyniki spotkań
| 29.10.2022 (UTC+2) | SV Dynamo Apeldoorn 4 | 2:3 (23:25, 17:25, 25:21, 25:21, 8:15) raport | VV Zaanstad | Omnisport, Apeldoorn Sędziowie: Hans Hoekstra i Arjan van der Leeden |

#### Grupa M
Tabela
| Lp. | Drużyna     | Pkt | Mecze | Mecze | Mecze | Sety | Sety | Sety  | Małe punkty | Małe punkty | Małe punkty |
| Lp. | Drużyna     | Pkt | M     | W     | P     | wyg. | prz. | ratio | zdob.       | str.        | ratio       |
| --- | ----------- | --- | ----- | ----- | ----- | ---- | ---- | ----- | ----------- | ----------- | ----------- |
| 1   | Madjoe      | 3   | 1     | 1 (0) | 0 (0) | 3    | 1    | 3.000 | 98          | 88          | 1.114       |
| 2   | Spaarnestad | 1   | 1     | 0 (0) | 1 (0) | 1    | 3    | 0.333 | 88          | 98          | 0.898       |

Źródło: Volleybal.nl (niderl.)
Zasady ustalania kolejności: 1. liczba zdobytych punktów; 2. wyższy stosunek setów; 3. wyższy stosunek małych punktów.
Punktacja: liczba punktów = liczba wygranych setów
Wyniki spotkań
| 29.10.2022 15:30 (UTC+2) | Madjoe | 3:1 (25:23, 23:25, 25:21, 25:19) raport | Spaarnestad | Sporthal De Drecht, Enkhuizen Sędziowie: Henk van Vessem i Ron Ferwerda |

### 3. runda
| 22.12.2022 20:30 (UTC+1) | Zalsman Reflex | 0:3 (17:25, 15:25, 21:25) raport | Sliedrecht Sport 2 | Reflexhal, Kampen Sędziowie: Marc Bloemhard i Martin Schuurman |

| 22.12.2022 19:30 (UTC+1) | EVV Bultman-Hartholt | 2:3 (23:25, 25:23, 25:19, 17:25, 10:15) raport | Inter Rijswijk | 't Huiken, Elburg Sędziowie: Berend de Hoop i Wietze de Jong |

| 22.12.2022 20:00 (UTC+1) | SV Dynamo Apeldoorn 2 | 3:0 (25:20, 25:18, 25:18) raport | Prima Donna Kaas Huizen | Omnisport, Apeldoorn Sędziowie: Colin Meijer i Wouter de Baar |

| 21.12.2022 19:30 (UTC+1) | Dros-Alterno | 2:3 (22:25, 25:21, 25:22, 13:25, 12:15) raport | RECO ZVH | Alternohal, Apeldoorn Sędziowie: Edwin Mantingh i Boy van Mourik |

| 20.12.2022 20:30 (UTC+1) | Volley Tilburg | 3:0 (25:19, 26:24, 25:17) raport | VCN | Sportcomplex T-Kwadraat, Tilburg Sędziowie: Ricardo Umans i Marco Strik |

| 22.12.2022 20:00 (UTC+1) | Madjoe | 3:2 (25:19, 15:25, 19:25, 25:19, 15:8) raport | Peelpush | Sporthal De Drecht, Enkhuizen Sędziowie: Wilco Langevoort i Marijn Tekstra |

| 22.12.2022 20:00 (UTC+1) | Sudosa-Desto | 1:3 (22:25, 22:25, 25:20, 21:25) raport | QoppoConsult AVV Keistad | Sporthal Olympus, Assen Sędziowie: Erik Tooi i Harm Speelman |

| 22.12.2022 20:00 (UTC+1) | Rensa Family Orion Doetinchem 2 | 2:3 (23:25, 25:17, 25:20, 21:25, 11:15) raport | VV Zaanstad | SaZa Topsporthal Achterhoek, Doetinchem Sędziowie: Tom Janssen i Rik Klein Haneveld |

### 1/8 finału
| 19.01.2023 20:00 (UTC+1) | Sliedrecht Sport 2 | 3:0 (25:22, 25:20, 25:19) raport | Inter Rijswijk | Sporthal De Basis, Sliedrecht Sędziowie: Patrick van Stijn i Marc Goorhuis |

| 19.01.2023 20:00 (UTC+1) | SV Dynamo Apeldoorn 2 | 0:3 (19:25, 21:25, 22:25) raport | Samen. Lycurgus Groningen | Omnisport, Apeldoorn Sędziowie: Nawshad Chowdhury i Carlienjo Klinge |

| 18.01.2023 19:30 (UTC+1) | RECO ZVH | 1:3 (20:25, 21:25, 27:25, 21:25) raport | VoCASA Volleybal Nijmegen | Dorpshuis Swanla, Zevenhuizen Sędziowie: Süleyman Yalçın i Marco van Klink |

| 18.01.2023 20:30 (UTC+1) | Volley Tilburg | 0:3 (18:25, 23:25, 13:25) raport | Sliedrecht Sport | Sportcomplex T-Kwadraat, Tilburg Sędziowie: Patrick Besseling i Hans Oomes |

| 19.01.2023 20:30 (UTC+1) | Madjoe | 0:3 (18:25, 18:25, 22:25) raport | QoppoConsult AVV Keistad | Sporthal De Drecht, Enkhuizen Sędziowie: Sebastiaan van Schouwen i Henk van Vessem |

| 18.01.2023 20:00 (UTC+1) | Draisma Dynamo Apeldoorn | 3:1 (25:20, 25:19, 15:25, 25:20) raport | Numidia VC Limax | Omnisport, Apeldoorn Sędziowie: Raymond Haamberg i Daniël Jettkandt |

| 18.01.2023 20:30 (UTC+1) | VV Zaanstad | 0:3 (19:25, 18:25, 16:25) raport | Active Living Orion Doetinchem | Topsportcentrum De Koog, Koog aan de Zaan Sędziowie: Kevin Fung i Alex Verwoert |

| 17.01.2023 20:00 (UTC+1) | Simplex SSS | 3:0 (25:17, 25:19, 25:19) raport | Taurus | Sportcentrum De Meerwaarde, Barneveld Sędziowie: Erik Nettekoven i Gert Reichardt |

### Ćwierćfinały
| 09.02.2023 20:00 (UTC+1) | Sliedrecht Sport 2 | 1:3 (20:25, 15:25, 25:15, 16:25) raport | Samen. Lycurgus Groningen | Sporthal De Basis, Sliedrecht Sędziowie: Kevin Fung i Gertjan de Haan |

| 08.02.2023 20:00 (UTC+1) | VoCASA Volleybal Nijmegen | 1:3 (25:21, 17:25, 18:25, 15:25) raport | Sliedrecht Sport | VoCASA-hal, Nijmegen Sędziowie: Koos Nederhoed i Boy van Mourik |

| 05.02.2023 16:00 (UTC+1) | QoppoConsult AVV Keistad | 0:3 (19:25, 24:26, 27:29) raport | Draisma Dynamo Apeldoorn | Sportcomplex Amerena, Amersfoort Sędziowie: Tom Janssen i Wouter de Baar |

| 08.02.2023 20:00 (UTC+1) | Active Living Orion Doetinchem | 2:3 (24:26, 25:21, 22:25, 26:24, 11:15) raport | Simplex SSS | SaZa Topsporthal Achterhoek, Doetinchem Sędziowie: Daniël Jettkandt i Gert Reichardt |

### Półfinały
|  | Samen. Lycurgus Groningen | 4 – 2 | Sliedrecht Sport |  |

| 18.02.2023 20:30 (UTC+1) | Sliedrecht Sport | 3:2 (12:25, 25:23, 25:17, 20:25, 16:14) raport | Samen. Lycurgus Groningen | Sporthal De Basis, Sliedrecht Sędziowie: Raymond Haamberg i Dave Walravens |

| 19.02.2023 15:30 (UTC+1) | Samen. Lycurgus Groningen | 3:0 (25:20, 25:20, 25:22) raport | Sliedrecht Sport | Sportcentrum ROC Alfa-college, Groningen Sędziowie: Wouter de Baar i Mark-Jan Wijnstra |

|  | Draisma Dynamo Apeldoorn | 4 – 2 | Simplex SSS |  |

| 18.02.2023 20:30 (UTC+1) | Simplex SSS | 1:3 (25:15, 13:25, 18:25, 18:25) raport | Draisma Dynamo Apeldoorn | Sportcentrum De Meerwaarde, Barneveld Sędziowie: Wouter Goslinga i Benno Meijer |

| 19.02.2023 15:00 (UTC+1) | Draisma Dynamo Apeldoorn | 2:3 (25:23, 20:25, 22:25, 25:17, 12:15) raport | Simplex SSS | Omnisport, Apeldoorn Sędziowie: Hélène Geldof i Marco van Zanten |

### Finał
| 10.04.2023 15:30 (UTC+2) | Samen. Lycurgus Groningen | 3:1 (25:19, 22:25, 25:22, 25:19) raport | Draisma Dynamo Apeldoorn | Maaspoort, ’s-Hertogenbosch Sędziowie: Hans Oomes i Gert Reichardt |